# Socorro (município)
Socorro é um município brasileiro do estado de São Paulo. Localiza-se a uma latitude 22°35'29" sul e a uma longitude 46°31'44" oeste, estando a uma altitude de 752 metros. Sua população, segundo o censo de 2022 era de 40 122 habitantes.
Fica às margens do rio do Peixe e na Serra da Mantiqueira. Atualmente, a economia do município está voltada para o setor de confecções (malharias), agricultura, pecuária e turismo ecológico, esporte de aventura, cicloturismo e mototurismo. 

## Estância hidromineral
Socorro é um dos 19 municípios paulistas considerados estâncias hidrominerais pelo Estado de São Paulo, por cumprirem determinados pré-requisitos definidos por Lei Estadual. Tal status garante a esses municípios uma verba maior por parte do Estado para a promoção do turismo regional. Também, o município adquire o direito de agregar junto a seu nome o título de Estância Hidromineral, termo pelo qual passa a ser designado tanto pelo expediente municipal oficial quanto pelas referências estaduais.

## História

### Origem e fundação
Socorro foi fundada em 1738, por Simão Toledo Piza, após os índios Carajás se afastarem do local em decorrência das incursões dos bandeirantes. Na época, era chamada Campanha de Toledo, pertencia ao chamado Sertão de Bragança e contava com 922 habitantes. Em 1829, foi erguida uma capela em homenagem à Nossa Senhora do Perpétuo Socorro, padroeira do município, no local da atual Igreja Matriz. A primeira missa foi realizada na data de 9 de agosto, data que se comemora o aniversário do município.

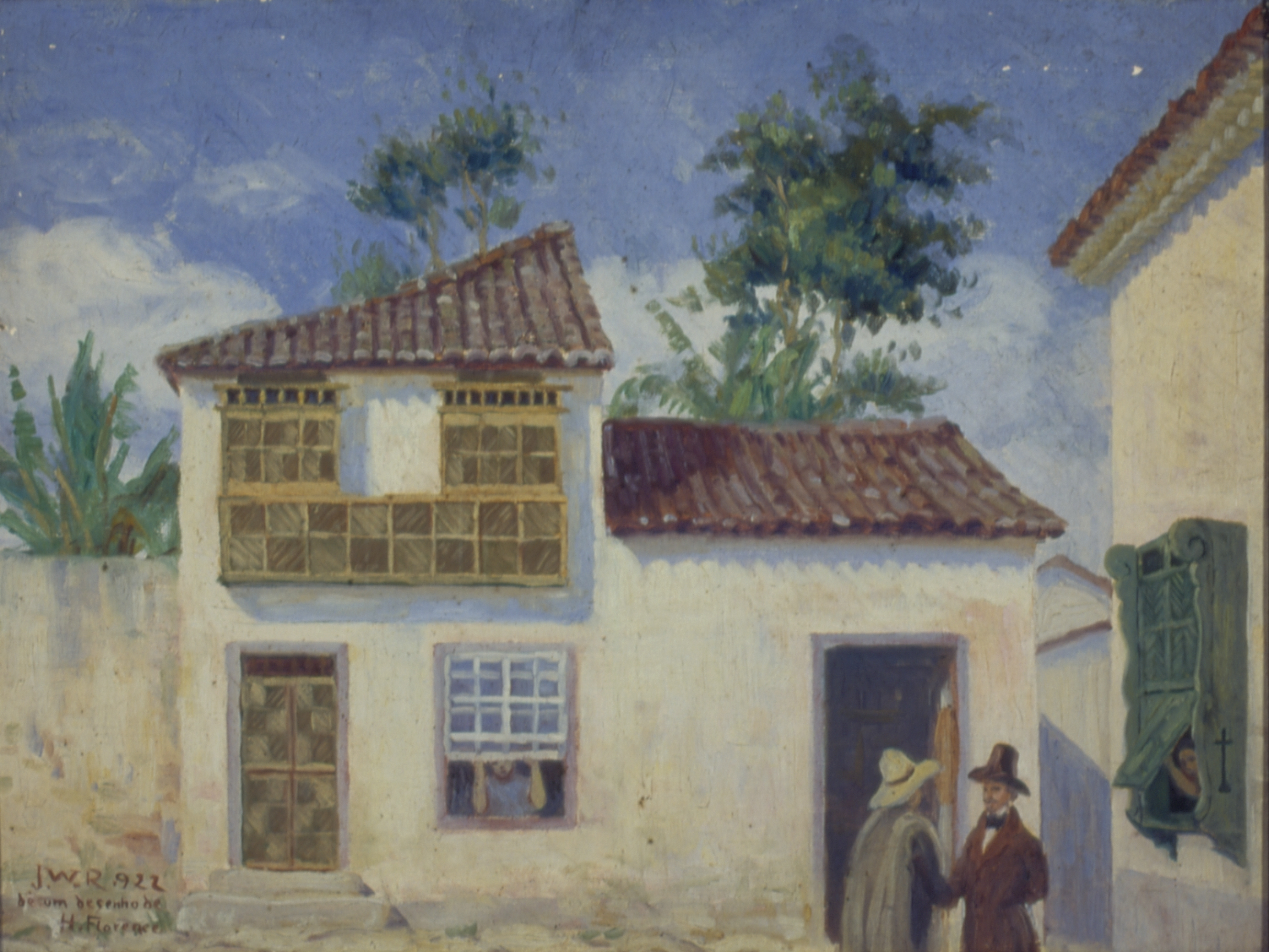
Primeira prefeitura de Socorro-SP. Localizada no bairro da Aparecidinha

Em 1883, Socorro foi declarada município e, em maio de 1889, como comarca. Em 1945, o então governador do Estado de São Paulo, Fernando Costa, elevou a município à condição de Estância Sanitária.

### Produção de café e imigração italiana
Desde o século XIX até hoje, a cidade ainda é um importante local de produção do café.
Com o fim da escravidão e o início da República Velha, chegam a São Paulo os imigrantes italianos para substituir a mão de obra escrava nas lavouras de café. Os fazendeiros do Estado sentiram a necessidade de escoar o café para o porto com mais eficiência. Começa então a construção de ferrovias do interior até o litoral. Foi aí que surgiu a Companhia Mogyana de Estradas de Ferro, que construiu sua primeira estação de trem no dia 18 de março de 1872, em Campinas.
Em 21 de abril de 1909, foi inaugurado o ramal Socorro, que impulsionou o desenvolvimento da cidade, pois, além de facilitar o escoamento do café, conferiu eficiência ao transporte de gado. Até então, as cargas comerciais eram conduzidas por burros, mulas e éguas.
Em 1929, quebra a Bolsa de Nova Iorque, ocasionando uma grande depressão em todo o mundo. As exportações de café, que até então praticamente sustentavam o país, caíram expressivamente causando dívidas enormes aos cafeicultores paulistas que possuíam grandes estoques de café.
Nesse momento muitos italianos que trabalhavam nas lavouras tiveram a oportunidade de adquirir várias propriedades rurais a preços mais acessíveis.

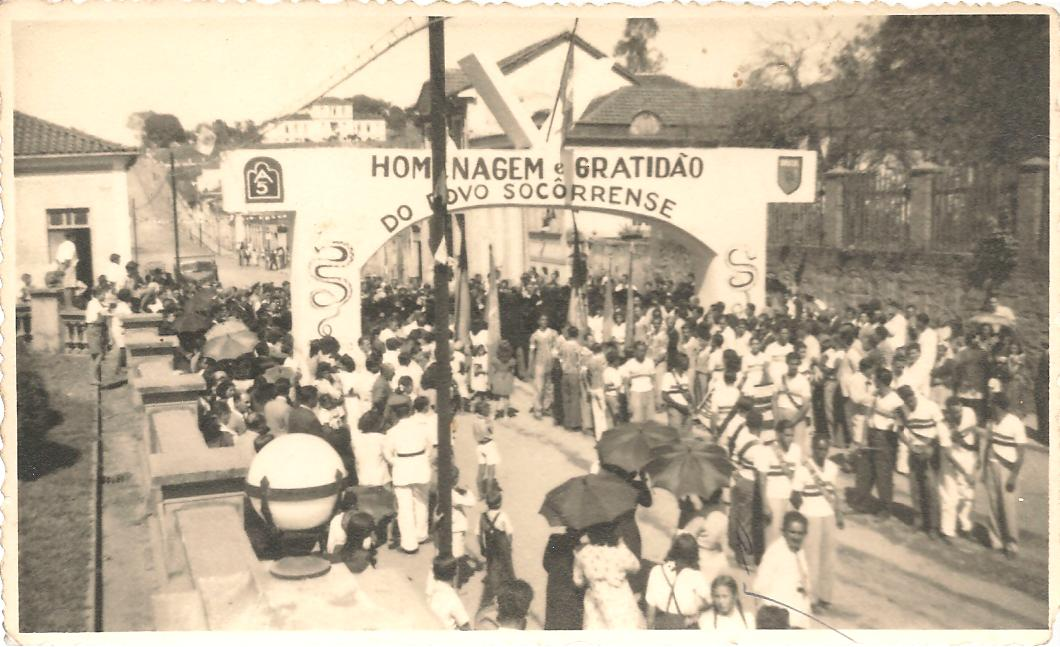
Pracinhas chegam a Socorro em 14 de agosto de 1945.

Em 1945, Socorro recebeu a visita dos "Pracinhas" - membros da Força Expedicionária Brasileira que lutou na Itália durante a Segunda Guerra Mundial.
Em 1978, Socorro se torna estância hidromineral e readquire seus direitos políticos.

## Geografia
Socorro possui uma área de 448,074 km². A Estância Hidromineral de Socorro faz parte do Circuito das Águas Paulista.

### Hidrografia

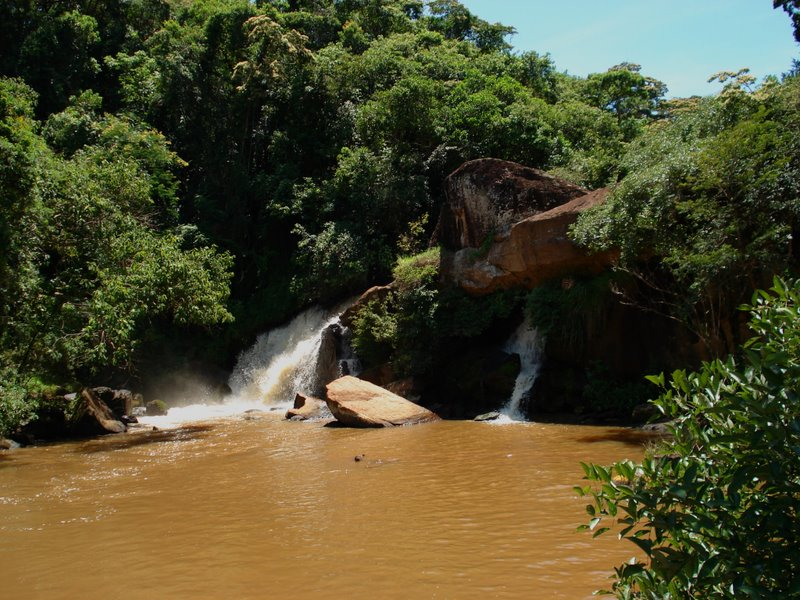
Cachoeira do Rio Camanducaia em Socorro.

- Rio do Peixe
- Rio Camanducaia
- Rio das Antas

#### Rio do Peixe
A cidade de Socorro é cortada pelo Rio do Peixe, cuja nascente fica no município de Senador Amaral em Minas Gerais, atravessando os município paulistas de Socorro, Lindóia e Itapira. É o principal afluente do rio Mogi-Guaçu, onde deságua. Sua extensão total chega a 130 km. É possível encontrar nele espécies como pacu, piratininga, acará, mandi, cascudo, entre outros.
No trecho socorrense, há diversas cachoeiras, como a do Monjolinho, Saltinho, Cachoeira dos Sonhos, Cachoeira do Rio do Peixe, Cachoeira Véu de Noiva, Cachoeira Rancho Alegre, Cachoeira Santos Dumont e Cachoeira do Pinhal. Pequenas quedas d'água estão em todo o percurso devido à topografia acidentada. O grande desafio atual do rio para o Rio do Peixe é a conservação e o reflorestamento da mata ciliar, pois a saúde do rio e sua fauna dependem diretamente deste trabalho. O município de Socorro também é cortado pelo rio Camanducaia.

### Clima
O clima do município é marcado por invernos relativamente frios, com ocorrência de geadas, e nos anos mais frios, temperaturas negativas, e verões amenos devido, principalmente, à altitude e às chuvas abundantes nos meses mais quentes. A ocorrência de invernos mais frios está intimamente ligada à economia do município, uma vez que sua base são as malharias.
De acordo com o sistema de classificação climática de Köppen-Geiger, Socorro tem um clima subtropical úmido.
| Dados climatológicos para Socorro                                                   | Dados climatológicos para Socorro | Dados climatológicos para Socorro | Dados climatológicos para Socorro | Dados climatológicos para Socorro | Dados climatológicos para Socorro | Dados climatológicos para Socorro | Dados climatológicos para Socorro | Dados climatológicos para Socorro | Dados climatológicos para Socorro | Dados climatológicos para Socorro | Dados climatológicos para Socorro | Dados climatológicos para Socorro | Dados climatológicos para Socorro |
| Mês                                                                                 | Jan                               | Fev                               | Mar                               | Abr                               | Mai                               | Jun                               | Jul                               | Ago                               | Set                               | Out                               | Nov                               | Dez                               | Ano                               |
| ----------------------------------------------------------------------------------- | --------------------------------- | --------------------------------- | --------------------------------- | --------------------------------- | --------------------------------- | --------------------------------- | --------------------------------- | --------------------------------- | --------------------------------- | --------------------------------- | --------------------------------- | --------------------------------- | --------------------------------- |
| Temperatura máxima média (°C)                                                       | 28,9                              | 28,7                              | 28,4                              | 26,7                              | 24,9                              | 23,8                              | 24,0                              | 26,0                              | 27,1                              | 27,5                              | 28,0                              | 27,9                              | 26,8                              |
| Temperatura mínima média (°C)                                                       | 17,7                              | 17,9                              | 17,1                              | 14,5                              | 11,8                              | 10,3                              | 9,8                               | 11,1                              | 13,1                              | 14,9                              | 15,7                              | 17,0                              | 14,2                              |
| Precipitação (mm)                                                                   | 266,2                             | 223,0                             | 173,8                             | 80,4                              | 64,6                              | 47,6                              | 29,3                              | 37,2                              | 73,1                              | 133,2                             | 154,8                             | 254,7                             | 1 537,9                           |
| Fonte: Centro de Pesquisas Meteorológicas e Climáticas Aplicadas à Agricultura 2010 |                                   |                                   |                                   |                                   |                                   |                                   |                                   |                                   |                                   |                                   |                                   |                                   |                                   |

### Rodovias
- SP-8
- SP-147

## Demografia

### Imigração italiana

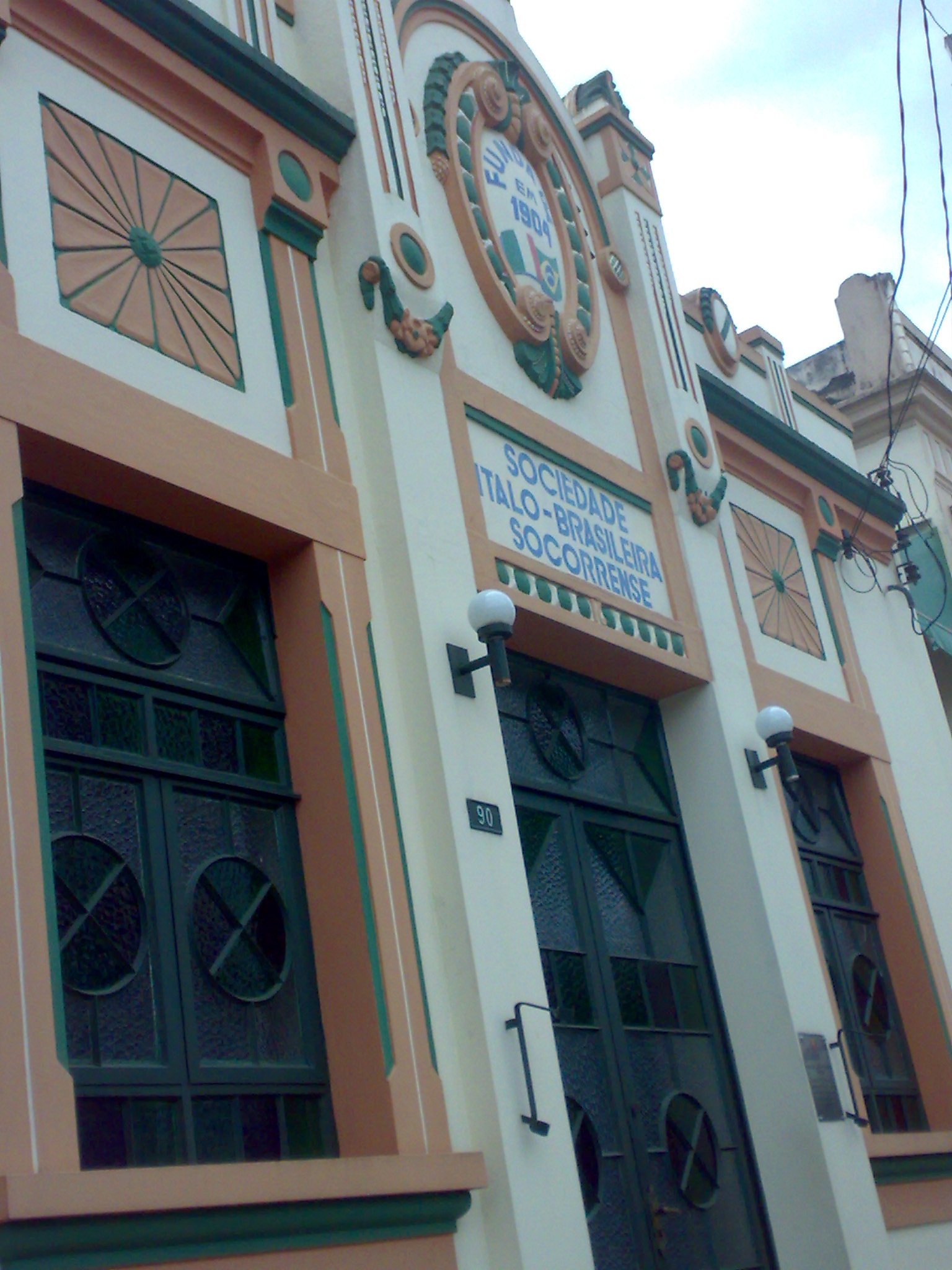
Sociedade Italo-Brasileira Socorrense.

A Sociedade Ítalo-Brasileira Socorrense, foi fundada em 4 de outubro de 1904, sob o nome de "Societá Di Mútuo Soccorso Itália Libera Giuseppe Garibaldi", no centro de Socorro. A criação da sociedade atenderia às necessidades em defesa dos imigrantes italianos frente às condições adversas de vida que então encontraram no Brasil.
A sociedade estimularia a integração dos imigrantes com atividades recreativas e esportivas. A instituição atendia à comunidade italiana em situações adversas: médico, farmacêutico, amparo a família, etc.
A Campanha de Nacionalização de Getúlio Vargas e as restrições aos eixistas (italianos, alemães e japoneses), obrigou sociedade a mudar seu nome para Sociedade Beneficente Socorrense.
Em 8 de dezembro de 1996, a Assembleia Geral aprovou a mudança do nome da Sociedade Beneficente Socorrense para a atual denominação: Sociedade Ítalo – Brasileira Socorrense.
Os objetivos atuais da instituição são a preservação da cultura e o resgate das tradições italianas.
Por fim, para comemorar o centenário da formação no ano de 2004 a atual diretoria construiu um monumento aos imigrantes italianos que fica exposto na praça rotatória do município que levou o nome de "Rotatória do Imigrante".
Vários dos integrantes da instituição foram agraciados com a "Comenda Garibaldino" outorgada pela "Associazione Veterani e Reduci Garibaldino", distinção concedida àqueles que prestam serviços considerados relevantes na divulgação e promoção da cultura italiana.
Todos os anos no mês de outubro, é organizado pela sociedade uma festa de confraternização com comidas tradicionais, bebidas e música italiana.
Atualmente a Sociedade Ítalo – Brasileira Socorrense é a mais antiga associação da cidade de Socorro e uma das mais antigas do Brasil em plena atividade.

## Política e administração
A administração municipal se dá pelos poderes executivo e legislativo. O poder executivo é exercido pelo prefeito, auxiliado pelo seu gabinete de secretários e eleito pelo voto direto para um mandato de quatro anos, com direito a uma reeleição. O atual prefeito é Maurício de Oliveira Santos do PSD. A seguir é apresentado os prefeitos por ordem cronológica. 
| Prefeito                          | Período de Governo  |
| --------------------------------- | ------------------- |
| Antônio do Nascimento Gonçalves   | 1892 até 1895       |
| Leopoldo Peluso                   | 1895 até 1895       |
| Francisco Emílio Barbosa          | 1896 até 1898       |
| Abílio Toríbio de Andrade         | 1898 até 1899       |
| Antônio do Nascimento             | 1899 até 1899       |
| Francisco Emilio Barbosa          | 1899 até 1902       |
| Abílio Toríbio de Andrade         | 1902 até 1909       |
| Olympio Gonçalves dos Reis        | 1909 até 1910       |
| Abílio Toríbio de Andrade         | 1910 até 1911       |
| Fortunato Januário de Vasconcelos | 1911 até 1912       |
| Joaquim Domingues de Lima         | 1912 até 1914       |
| Estevam de Almeida                | 1914 até 1915       |
| Joaquim Domingues de Lima         | 1915 até 1915       |
| Estevam de Almeida                | 1915 até 1924       |
| Hermelino de Souza Araújo         | 1924 até 1924       |
| Joaquim Domingues de Lima         | 1924 até 1926       |
| João Baptista Gomes Ferraz        | 1926 até 1930       |
| Joaquim de Souza Pinto            | 1931 até 1932       |
| Hicrólio Campos do Amaral         | 1932 até 1933       |
| Antonio Moreira Vita              | 1933 até 1934       |
| Vicente Lomônico                  | 1934 até 1938       |
| Alfredo de Oliveira Santos Jr.    | 1938 até 1945       |
| Mário da Fonseca Pares            | 1945 até 1947       |
| Christovam de Vita                | 1947 até 1948       |
| Cel. Hygino Borges dos Santos     | 1948 até 1949       |
| Vicente Lomônico                  | 1949 até 1955       |
| Tenente José Aranha               | 1955 até 1958       |
| Hallim Feres                      | 1966 até 1970       |
| Antônio Floriano Barbosa Jr.      | 1968 até 1970       |
| Imir Baladi                       | 1970 até 1975       |
| Antônio Augusto Ferraz Tassara    | 1975 até 1979       |
| Wandir de Faria                   | 1979 até 1983       |
| José Valdir Bortolasso            | 1983 até 1988       |
| Maurício de Oliveira Santos       | 1989 até 1992       |
| Wandir de Faria                   | 1997 até 2000       |
| José Mário de Faria               | 2001 até 2008       |
| Marisa de Souza Pinto Fontana     | 2009 até 2012       |
| André Bozola                      | 2013 até 2020       |
| Ricardo Lopes                     | 2021 até 2024       |
| Maurício de Oliveira Santos       | 2025 até atualidade |

## Economia
A economia de Socorro se estrutura em três atividades principais: agropecuária, turismo e malharia. Socorro faz parte da região do Circuito das Malhas - que, além desta, compreende as cidades de Monte Sião e Jacutinga, no sul de Minas Gerais, e a paulista Serra Negra. A região é caracterizada pela presença do trabalho em domicílio, um tipo de relação trabalhista que assegura a manutenção de empregos de um setor econômico baseado na fabricação de tricôs.
Em 1968, Jorge Fruchi e seu sócio, Mina da Col, que dirigiam a loja O Município, receberam uma proposta para revender um modelo de máquina de costura japonesa chamada Brother 587, importada pela Elgin Máquinas S/A. Três meses mais tarde, chegam à loja as máquinas de tricô. A primeira máquina foi vendida a Glayds Vita Araújo, que já possuía uma Lanofix e fizera um curso na própria empresa, na cidade de São Paulo, e em seguida a ensinar outras pessoas interessadas em aprender a dominar o equipamento em Socorro.

## Infraestrutura

### Comunicações
O sistema de telefones automáticos foi inaugurado na cidade em 1978 pela Telecomunicações de São Paulo (TELESP), que também implantou o sistema de discagem direta à distância (DDD) em 1979 com o código de área (0192). Anteriormente a cidade era atendida pela Companhia Telefônica Brasileira (CTB).
Na década de 90 o código DDD da cidade foi alterado para (019), para padronização do sistema telefônico com a telefonia celular que estava sendo implantada em todo o estado.

## Cultura e lazer

### Biblioteca
A primeira tentativa de criação de uma biblioteca municipal na cidade foi ainda em 2 de janeiro de 1942, sob o comando da bibliotecária Nice Lucila Siqueira, quando o prefeito Alfredo Oliveira Santos Jr. cedeu uma pequena sala da própria prefeitura. Porém, pela precariedade das condições, a biblioteca teve vida breve.
A história da Biblioteca Municipal de Socorro, no entanto, retoma de maneira mais formal no final de 1970, quando a prefeitura firma um convênio para receber, em comodato, todo o acervo da Biblioteca Vicentina, por prazo indeterminado; Acervo esse pertencente a Associação de Educação e Cultura.

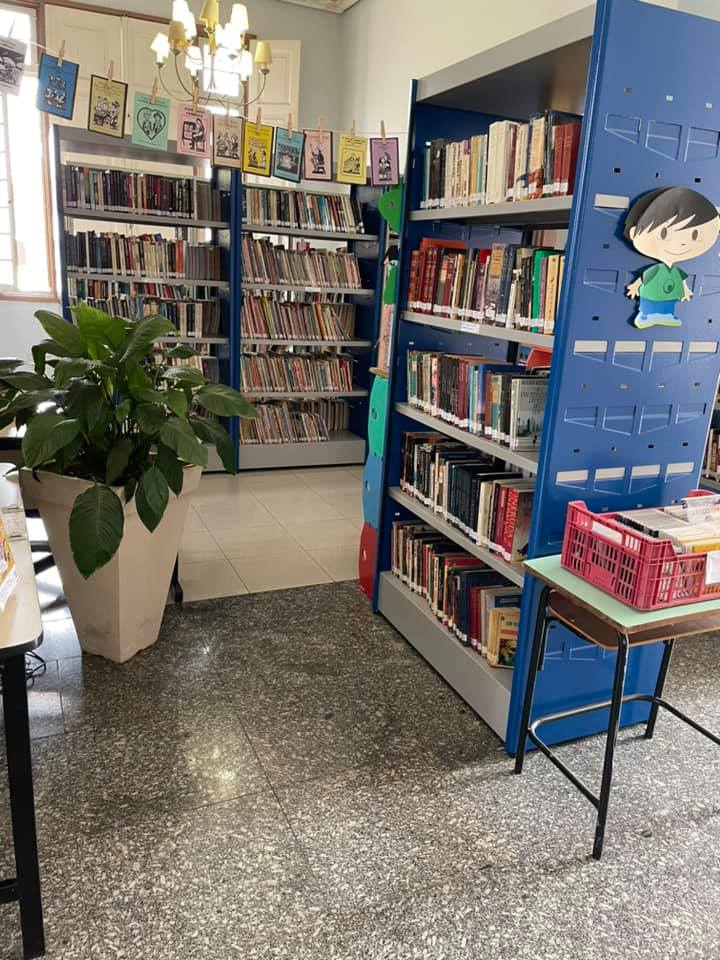
Andar inferior da biblioteca

Como forma de custear a manutenção desse acervo a prefeitura recorreu ao Instituto Nacional do Livro (INL). Dentre as inúmeras funções o INL tinha como princípio ajudar na manutenção de bibliotecas públicas no país. Porém, para firmar essa parceria alguns requisitos eram necessários como, por exemplo, atestado de funcionamento, lei de criação da biblioteca ou sala-de-leitura, bem como comprovação de inclusão de verba para manutenção de custeio.
Dessa maneira, ainda em dezembro de 1970, o então prefeito, Imir Baladi, firmou esse convênio com o INL, criando por lei nº 993 uma sala-de-leitura e abrindo créditos especiais para as despesas necessárias. Assim, a Biblioteca Municipal começou a ganhar forma oficial, por meio de leis e verbas destinadas especialmente a ela.
Ainda em seu mandato, após a morte da professora Esther de Camargo Toledo Teixeira (1902-1973), Baladi assinou o decreto nº 704, em março de 1974, para denominar a biblioteca com o nome da professora como homenagem póstuma. Segundo o próprio texto do decreto, essa homenagem seria necessária, pois, "após trinta anos de magistério dedicados à comunidade socorrense, a 'querida mestra' conviveu intensamente com os livros para ministrar suas aulas as luzes do saber."
Um mês depois, em abril de 1974, foi liberado um crédito da contadoria municipal para Biblioteca adquirir móveis e equipamentos, bem como para o pagamento de aluguel. Em outubro houve mais um reforço dessa verba. E por fim, no mesmo ano, são destinadas verbas especiais a Biblioteca para assinaturas de jornais e revistas. Aos poucos a Biblioteca Municipal socorrense se consolidou no erário do município, bem como uma instituição a mais no combate ao analfabetismo e, também, para enriquecimento no setor cultural socorrense.
Uma década depois, em outubro de 1984, Franco Montoro, então governador do Estado de São Paulo, criou o Sistema de Bibliotecas Públicas do Estado de São Paulo (SisEB). Nesse mesmo ano, apenas dois meses depois, Valdir Bortolasso, então prefeito da cidade de Socorro, sancionava, enfim, a lei da criação da Biblioteca Municipal de Socorro, nos moldes da exigência da lei estadual. Dessa forma, a Biblioteca Municipal socorrense já nasceu fazendo parte do SisEB, no qual faz parte até os dias atuais. Portanto, a data oficial da criação da Biblioteca Municipal de Socorro é 06 de dezembro de 1984, pela lei nº 1857.
Já na segunda década do século XXI mais duas leis foram incorporadas à Biblioteca Municipal, estabelecendo primeiramente, quando houver aquisição de livros, a necessidade de se reservar uma parte da verba para compra de livros em formatos acessíveis, isto é, para pessoas com deficiência visual. E também a obrigatoriedade de oferecer o serviço de internet móvel a todos, durante o horário de funcionamento da Biblioteca.
Isso demonstra a adaptação da Biblioteca Pública a sua função ao longo do tempo. A evolução da sociedade socorrense e a própria adaptação da Biblioteca para atender esse público mais dinâmico quanto a sua comunicação, sem deixar de lado aspectos da acessibilidade.
A partir de fevereiro de 2021, com a contratação de um novo bibliotecário, Fábio dos Santos Godói, a biblioteca começa um processo de reestruturação e modernização de suas práticas. A logo da biblioteca é criada em fevereiro e o site oficial da biblioteca é criado em outubro do mesmo ano, até então a biblioteca só possuía uma rede social e a foto utilizada era da professora Esther.
Em seguida, em maio de 2021, a biblioteca cria um repositório institucional para a preservação de suas obras raras e obras da literatura socorrense, digitalizando documentos principalmente sobre a história da cidade de Socorro (SP) para a preservação em longo prazo.
O salto de profissionalização da biblioteca continuou acelerado com a implementação de políticas institucionais como: política de empréstimo; política de desenvolvimento de coleção e desbaste; política para utilização dos computadores e acesso à rede; além da criação de diretrizes para contratação de jovem aprendiz.
Ainda em 2021 é feito uma pesquisa sobre a história da Biblioteca de Socorro, levantamento de leis, depoimentos e relatos da época para traçar o início das atividades, lei de criação, decreto de nomeação etc. Além da criação do site institucional [https://biblioteca.socorro.sp.gov.br/] da Biblioteca de Socorro.
O ponto alto dessas mudanças foi em março de 2023 quando a biblioteca abre seu acervo de maneira pública (OPAC – Online Public Access Catalog), disponibilizando o acesso de maneira online e remota pelo seu site oficial. Usando padrões internacionais como MARC21, sendo a aplicação utilizada o programa Biblioteca Livre (BibLivre).

Em últimas atualizações, no dia 26 de abril de 2023, a Biblioteca de Municipal de Socorro foi, enfim, cadastrada no Sistema Nacional de Bibliotecas Públicas (SNBP) sob o nº 001926.0000914/2023.

Mais fotos da Biblioteca de Socorro
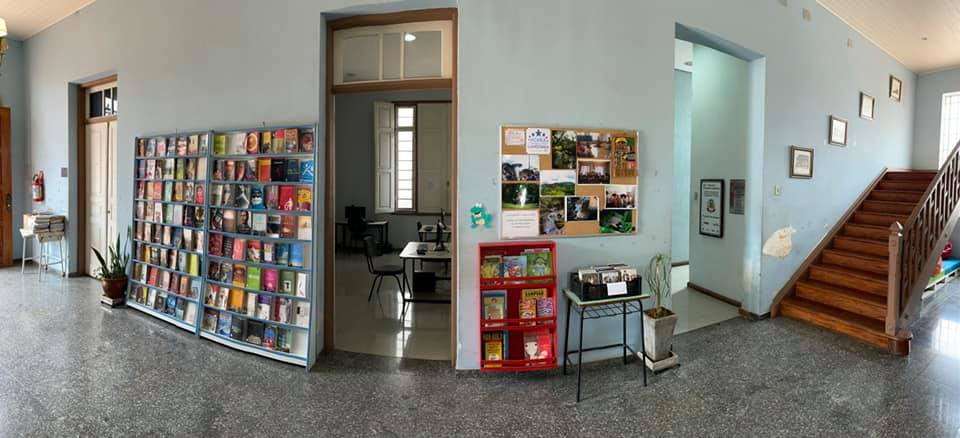
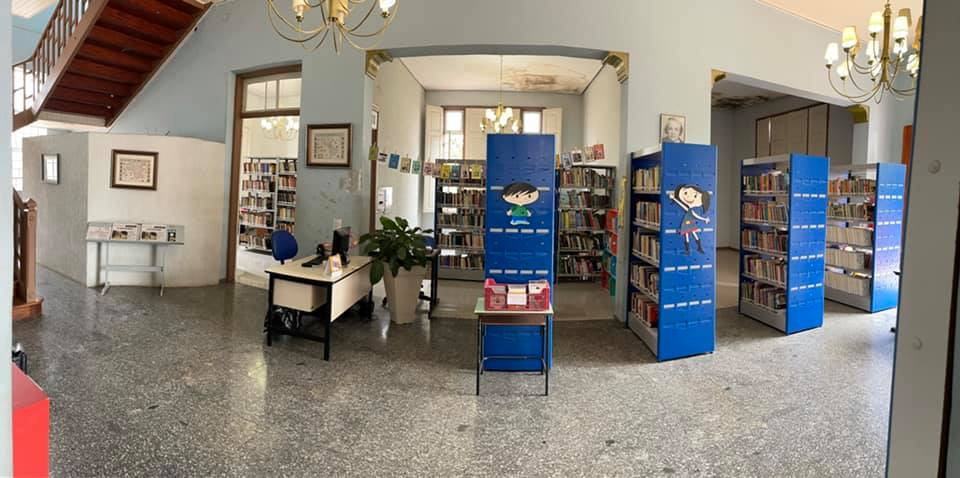
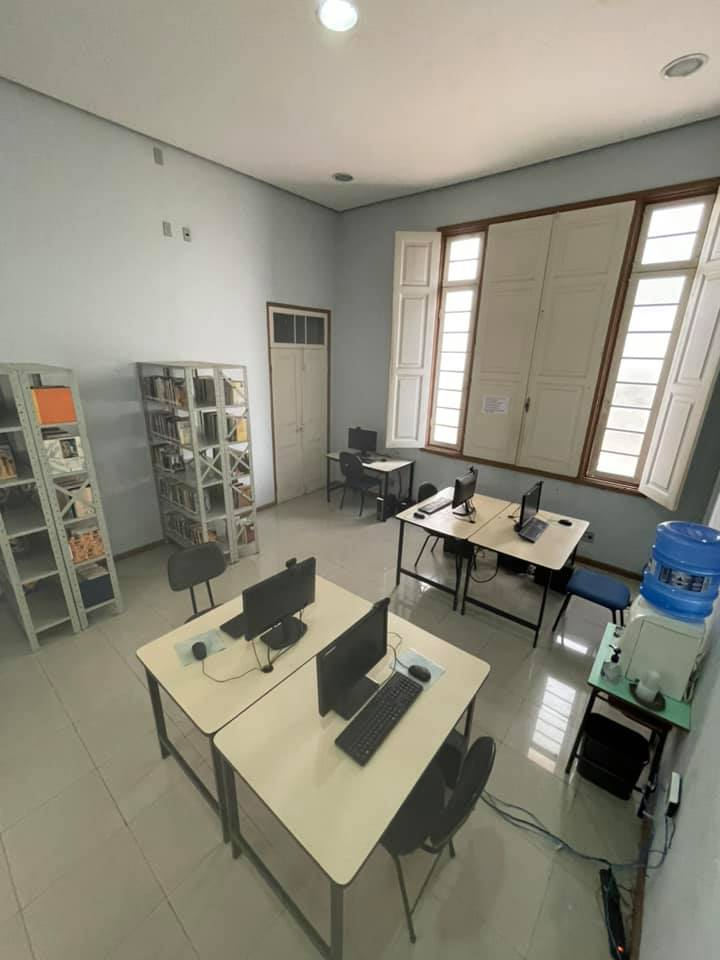
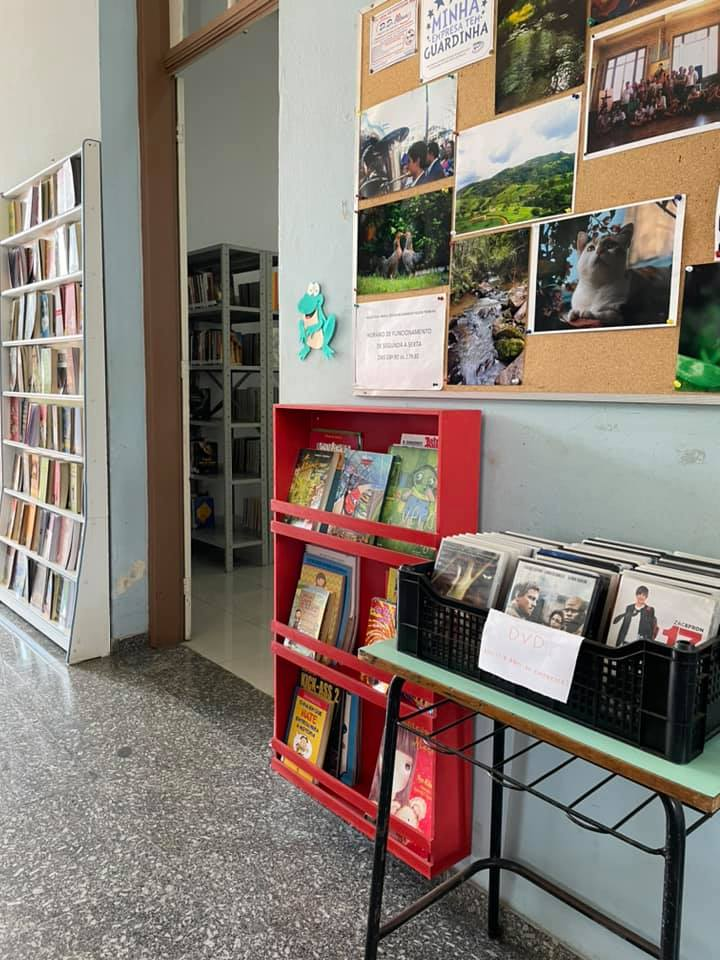
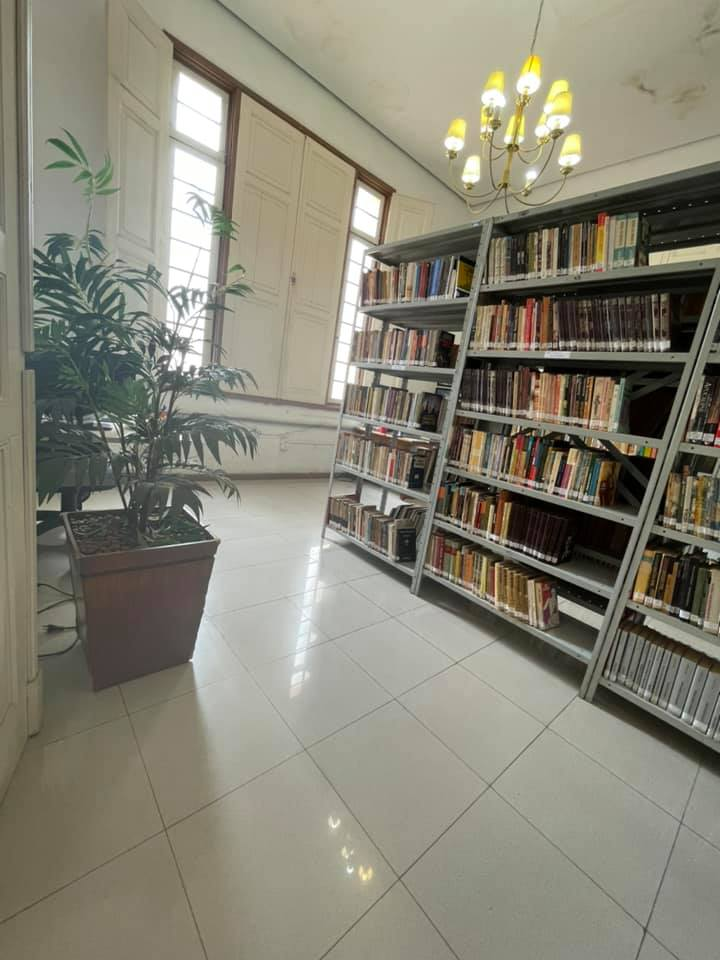
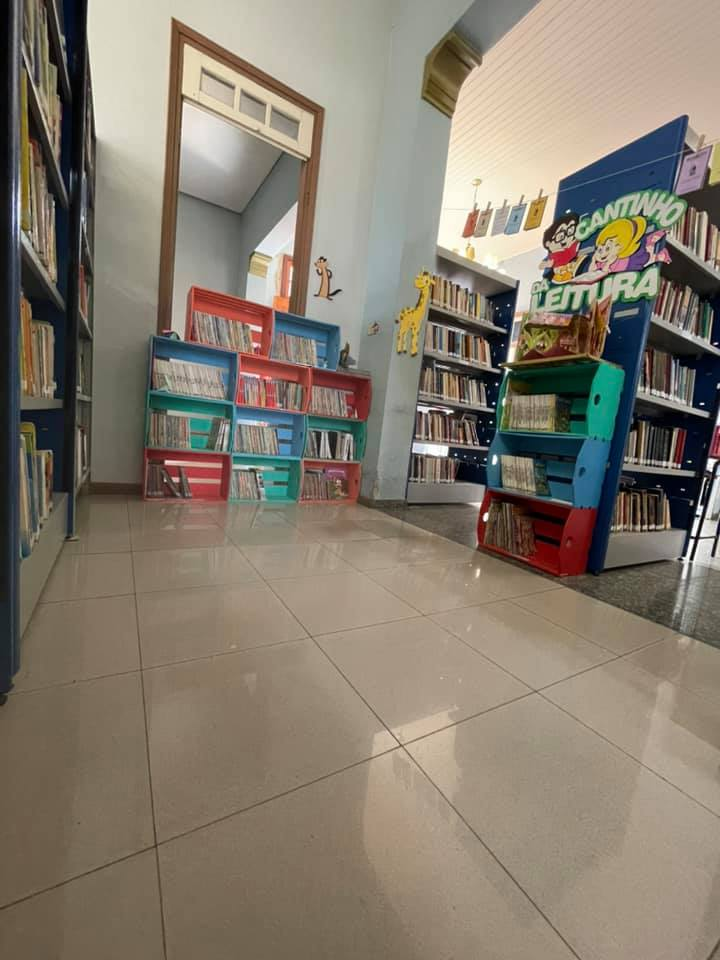
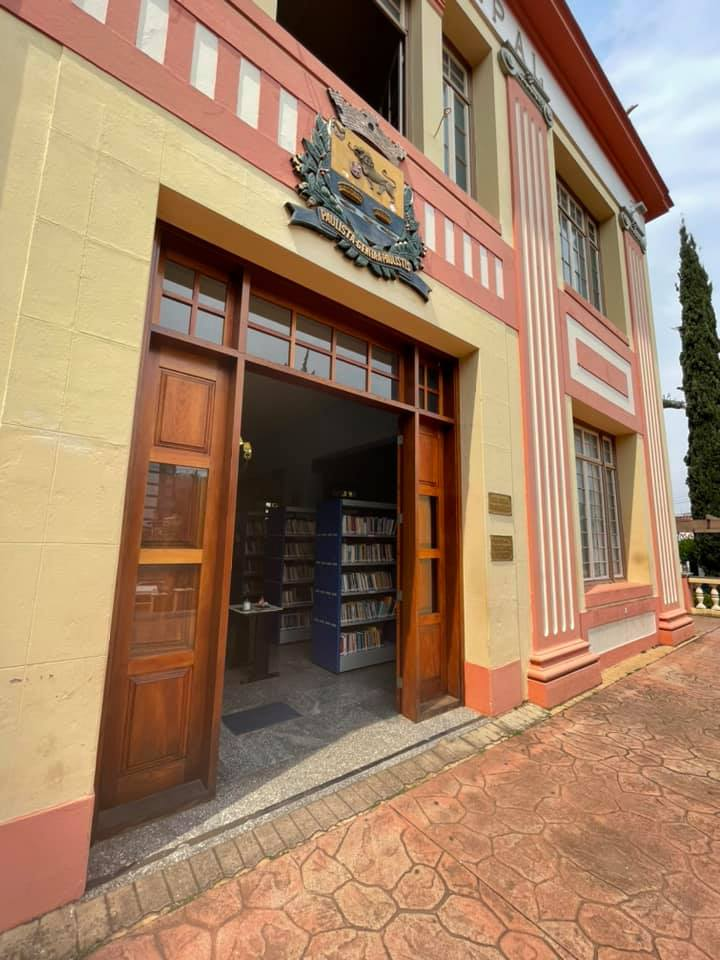

## Turismo
O município Socorro tem o turismo como uma de suas principais atividades econômicas. É conhecida como a Capital Nacional do Tricô e Malha.
A Feira Permanente de Malhas e o Moda Shopping atendem aos turistas e cobrem as encomendas de grandes lojas da Capital. A cidade também tem potencial para os esportes de aventura. hoje, ela é uma das principais cidades do Circuito Nacional e também faz parte do Projeto Socorro Acessível, em que as práticas esportivas incluem pessoas com necessidades especiais.
A cidade tem uma ampla cobertura de Hotéis e Pousadas distribuídas na cidade e fazem parte do Turismo Rural. Há também cerca de dez alambiques, dez pesqueiros e pequenas propriedades para a comercialização de produtos orgânicos.

### Principais modalidades de turismo radical
- Haka Race: Socorro já recebeu algumas vezes uma das etapas do Haka Race, que é uma competição que envolve várias modalidades como Rafting, Caminhada de longa duração, Ciclo Turismo, Tirolesa e outras.
- Acqua-ride e Boia Cross: Descida em corredeiras utilizando boias infláveis.
- Canoagem: bote inflável duplo, muito ágil para a descida em rios com diferentes graus de dificuldade.
- Rafting: Percurso de 3 a 6 km.
- Rapel: Técnica vertical de descida em corda.
- Tirolesa: Deslizamento entre dois pontos afastados horizontalmente em desnível, ligados por cabo ou corda.
- Escalada: Ascensão de montanhas, paredes artificiais, blocos rochosos utilizando técnicas artificiais.
- Quadriciclo: Passeio com o veiculo motorizado
- Voo livre e Parapente.

### Investimentos em turismo
Desde 2004, todos os setores de serviço (restaurantes, hotéis, teatros, etc.), tiveram o prazo de quatro anos para adaptarem os locais de acesso para pessoas com deficiência ou mobilidade reduzida - parte do projeto Socorro Acessível. Socorro participa, desde seu início, da Adventure Sport Fair e, em 2005, o Ministério do Turismo do Brasil falou pela primeira vez sobre acessibilidade neste evento.
O esporte de aventura, de todas as categorias de turismo, era o mais complexo, pois exigiria, não só adaptações como rampas de acesso, banheiros, cadeiras, mas também criações de equipamentos que fossem seguros e ao mesmo tempo confortáveis aos praticantes. Em uma ação conjunta entre Ministério do Turismo, ONGs, empresas locais do ramo e a prefeitura da cidade, foram realizados estudos necessários para possibilitar a prática de Turismo de Aventura para as pessoas com deficiência ou mobilidade reduzida.
Foram destinadas verbas para a ONG Aventura Especial, com o objetivo de formar profissionais preparados para atenderem os novos praticantes. Profissionais foram indicados para o estudo das atividades propostas: anatomia do corpo dos praticantes e meios de comunicação. Hoje, Socorro é a única cidade do Brasil[carece de fontes?] que tem a possibilidade, dentro dos critérios apreendidos, de oferecer certo grau de conforto para as pessoas com deficiência ou mobilidade reduzida, no segmento de Turismo de Aventura.
O projeto foi batizado de Aventureiros Especiais, e totalmente desenvolvido em Socorro, com autorização do Ministério do Turismo. Em função do sucesso do projeto, o município recebeu do Ministério do Turismo a missão de adaptar a cidade para receber o turista com deficiência ou mobilidade reduzida. Ruas e calçadas foram estrategicamente adaptadas para que todas as pessoas com deficiência ou mobilidade reduzida fossem atendidas, contemplando lugares onde o turista vai, como bancos, comércio, etc. Algumas obras já foram concluídas, outras estão em andamento. O município também passar a oferecer, entre as 24 modalidades esportivas de turismo de aventura do local, oito totalmente adaptadas para atender esse público.

## Religião
O Cristianismo se faz presente na cidade da seguinte forma:

### Igreja Católica
O município pertence à Diocese de Bragança Paulista.
- Paróquia Nossa Senhora da Conceição Aparecida
- Paróquia Nossa Senhora de Copacabana
- Paróquia Nossa Senhora do Perpétuo Socorro
- Paróquia São Sebastião[38]

### Igrejas Evangélicas
- Assembleia de Deus Ministério do Belém.[39][40]
- Congregação Cristã no Brasil.[41]

### Outras religiões

#### Espiritismo
Socorro possui 4 Centros Espíritas.